# Fairchild Model 24
Fairchild Model 24 är ett högvingat mindre passagerar- och allmänflygplan, försett med en stjärnmotor och tillverkat av Fairchild Aircraft Corporation, Hagerstown Maryland. 
Model 24 blev ett mycket populärt flygplan bland sportflygare under 1930-talet och 1940-talet. Flygplanet är fortfarande ett av de populäraste flygplanen bland veteranflygare. Prototypflygplanet tillverkades 1931 och serietillverkningen startade 1932 med C8 som var en tvåsitsig variant försedd med en Warner stjärnmotor på 95 hk. 1934 modifierades kabinen med ytterligare en sittplats vilket medförde att flygplanet blev populärt bland köparna av mindre allmänflygplan. 1935 kom den stora förändringen med varianten C8D, som försågs med en V-formad inverterad 6-cylindrig Ranger radmotor. Denna motor medförde att man kunde utforma flygplanet bättre aerodynamiskt. 1938 med J varianten förstorades flygkroppen för att ge plats åt en fjärde passagerare. Detta var den sista större modifiering som gjordes på flygplanet.
Många av Hollywoodstjärnorna köpte egna Model 24, eftersom det var relativt billigt i pris och det var lätt att underhålla. Robert Taylor, Tyrone Power, Mary Pickford, och James Stewart köpte varsitt flygplan. 
När USA kom med i andra världskriget delades produktionslinjen vid Fairchild upp i en civil och en militär gren. Det militära flygplanet benämndes UC-61 Forwarder av US Army och användes för sambandsflygningar. De flygplan som kom att användas av RAF benämndes Argus. Många civila piloter flög med civila Modell 24 för Civil Air Patrol (CAP) på spaning efter ubåtar och överlevande efter sänkta fartyg.
Vid krigsslutet sålde Fairchild tillverkningsrättigheten av modell 24 till Temco som fortsatte tillverkningen fram till 1948.
Totalt i alla varianter tillverkades 2 232 exemplar.

## Varianter och år
- 1932 F-24 C8    95 hk amerikansk Cirrus motor.
- 1933 F-24 C8A  125 hk Warner Scarab motor. Tillverkat antal inkl C8 25 exemplar
- 1933 F-24 C8B  125 hk Menasco motor Tillverkade antal: Två
- 1934 F-24 C8C  145 hk Warner Super Scarab motor Tillverkat antal: 125 varav en kom att bli Tp 6
- 1935 F-24 C8D  145 hk Ranger motor. Tillverkat antal: 10
- 1936 F-24 C8E  145 hk Warner Super Scarab motor. Förstärkt fena. Tillverkat antal: 50.
- 1936 F-24 C8F  145 hk Ranger motor. Tillverkat antal: 40.
- 1937 F-24 G    145 hk Warner Super Scarab motor. Tillverkat antal: 100.
- 1937 F-24 H    150 hk Ranger motor. Tillverkade antal: 25.
- 1938 F-24 J    145 hk Warner Super Scarab motor. Utökad storlek. Tillverkat antal: 10.
- 1939 F-24 K    145 hk Ranger motor. Utökad storlek. Tillverkat antal: 60.
- 1939 F-24 R9   165 hk Ranger motor. Tillverkat antal: 35.
- 1939 F-24 W9   145 hk Warner Super Scarab motor. Tillverkat antal: 30.
- 1940 F-24 R40  175 hk Ranger motor. Tillverkat antal: 25.
- 1940 F-24 W40  145 hk Warner Super Scarab motor. Tillverkat antal: 75.
- 1941 F-24 W41  165 hk Warner Super Scarab motot. Tillverkat antal 30 + 640 under militära benämningen UC-61.
- 1941 UC-61     165 hk Warner Super Scarab motor. Tillverkat antal: 640
- 1942-43 UC-61A 165 hk Warner Super Scarab motor. Tillverkat antal: 364
- 1944 UC-61K    200 hk Ranger motor. Baserad på en R40. Tillverkat antal: 306.
- 1946 F-24 R46  175 hk Ranger motor.
- 1946 F-24 W46  165 hk Warner Super Scarab motor. Tillverkat antal: 280 inklusive WR46
- 1948 tillverkades de sista F-24 av överblivna delar på fabriken i Winfield. De gavs inget variantnummer

981 stycken Fairchild 24 var i operativ användning för försvarsmakten i USA under andra världskriget, samt ytterligare 456 stycken vid AAF. USA:s försvarsmakt kompletterade innehavet perioden 1937–1940 med 11 stycken model 24 av varierade varianter. Nio stycken privata civila model 24 övertogs av försvaret och benämndes UC-86 under samma period.

## I svenskt tjänst
Fairchild 24 benämndes Tp 6 och var ett av de flygplan som Flygvapnet rekvirerade under andra världskriget för att lösa transport- och övervakningsuppgifter.
Flygvapnet rekvirerade flygplanet av en privatperson som importerat det begagnat från USA. Det var flygplan USA NC15926, som fick registreringen SE-AIR i det svenska luftfartsregistret. Flygvapnet gav det flygvapennumret 912.
Vid överlämnandet den 28 maj 1940 havererade flygplanet. Efter reparation och märkning placerades flygplanet vid marinflygflottiljen F 2 Hägernäs 11 oktober 1940. Tp 6:s huvuduppgift blev sambandsflygning åt kustflottans flygavdelning (svenska Marinen). 
Flygplanet kronmärktes och numret 96 målades med stora vita siffror på nos och fena, framför kronmärket målades flottiljnumret 2.
Maj 1941 återlämnades flygplanet till ägaren E. Johansson i Vårby, som i februari 1943 sålde det vidare till AB Norrlandsflyg i Luleå.

## Källhänvisningar
1. ↑  Alles-Fernandez s. 175
2. ↑  Andersson s. 258-259
3. ↑  Andersson s. 306